# Хана Нидал
Хана Нидал (на датски: Hannah Nydahl <ˈnyˌdaːˀl>, 17 април 1946, Копенхаген – 1 април 2007, Копенгаген) е преводач от и на тибетски, учител (лама или традиционно „ламини“) от линията Карма Кагю на тибетския будизъм и съпруга на лама Оле Нидал.
По време на своя меден месец в Хималаите Хана и нейният съпруг Оле Нидал срещнат най-висшите Кагю лами на своето време: Лопон Чечу Ринпоче, Калу Ринпоче и най-важно – Шестнадесетия Гялва Кармапа, духовен глава на линията. Те стават неговите първи западни ученици, изучават будизма и практикуват медитация. След известно време Кармапа моли Лама Оле и Хана да организират от негово име медитационни центрове на Запад.
Хана Нидал превежда множество книги, статии и медитацонни текстове, а превежда също и на много от висшите лами от линията Карма Кагю при контактите им със западния свят. Тя поделя своето време между пътуванията със своя съпруг по основаните от тях многобройни будистки центрове на Диамантения път и своята работа с учителите и медитационните центрове на Изток. Работата ѝ включва превод на поученията на ламите в Международния институт на Кармапа (KIBI) в Ню Делхи в Индия, а също и участие в многобройни проекти, свързани с преводи на будистки текстове.